# Ferdinand Feyerick
Ferdinand Feyerick (ur. 27 stycznia 1865 w Gandawie, zm. 12 września 1920 tamże) – belgijski szermierz, brązowy medalista olimpijski.
Brał udział w igrzyskach olimpijskich w Londynie w 1908 roku, gdzie wspólnie z Paulem Anspachem, Fernandem de Montignym, Fernandem Bosmansem, Victorem Willemsem, Désirém Beaurainem i François Romem zdobył brązowy medal w szpadzie drużynowej. W turnieju indywidualnym nie brał udziału. Był to jego jedyny start olimpijski.
Nie zdobył medalu mistrzostw świata.
Jego syn, Robert był olimpijczykiem, a brat, Albert był pierwszym prezydentem Międzynarodowej Federacji Szermierczej.